# Jaike Belfor
 (février 2019).
Si vous disposez d'ouvrages ou d'articles de référence ou si vous connaissez des sites web de qualité traitant du thème abordé ici, merci de compléter l'article en donnant les références utiles à sa vérifiabilité et en les liant à la section « Notes et références ».
Jaike Belfor, née le 5 janvier 1978 à Willemstad,, est une actrice néerlandaise.

## Filmographie

### Cinéma et téléfilms
- 2006 : Met één been in het graf (nl) : La nettoyeuse de vitres
- 2012 : Lesboos : Lonnie
- 2013 : Bro's Before Ho's (nl) : Bibi
- 2014-2017 : Celblok H (nl) : Nancy Boomer Klimsop
- 2015 : Dummie la momie et le sphinx de Shakaba : La sécurité
- 2017 : Bella Donna's (nl) : Wax Angel
- 2018 : Aan Niets Overleden : Joyce Purperhart
- 2018 : Yulia & Juliet : Le superviseur